# Gobernación subordinada de las Islas Malvinas
La gobernación subordinada de las Islas Malvinas fue una identidad territorial española dependiente de la gobernación del Río de la Plata o de Buenos Aires desde 1766, que era a su vez una entidad autónoma del Virreinato del Perú. La gobernación ejerció la autoridad del rey sobre el archipiélago de las islas Malvinas y aguas adyacentes entre 1766 y 1774, año en que el territorio fue reorganizado como comandancia de las Islas Malvinas.

## Origen
El 8 de abril de 1758, el gobernador de Chile y próximo Virrey del Perú, Manuel de Amat y Juinent, siendo Presidente de la Real Audiencia de Santiago envía unas notas geográficas al Secretario del Despacho de Marina e Indias, el bailío fray Julián de Arriaga y Ribera hablando inexactamente sobre la ubicación de las islas:

Desuerte que no puede dudarse de la [v] existencia de este terreno, ni menos de su ubicación […] El susurro que ya anda en este País, es de haverse poblado y establecido en este sitio una Colonia Inglesa de que ay una carta escrita de Londres participándoselo à un Ingles llamado Dn David, uno de los que se quedaron en estas partes prisioneros por el naufragio que padeció uno de los navíos de Jorge Anson en esta costa, y q a la saxon está incorporado à la Religión Catholica […] Las bentajas qe logrará esta nación, o qualquiera otra encaso de ser cierta (Dios no lo permita) esta relacion son tan visibles como imponderables las funestas resultas de estos dominios
Manuel de Amat y Junyent

Hasta ese momento el archipiélago fue confundido con otras islas, por lo que Manuel de Amat se empeña en saber su verdadera ubicación, pensando que está en 48º de latitud sur (al este de San Julián). Además se rumorea la existencia de un posible asentamiento británico en el archipiélago malvinense, señalando "Como la noticia de esta nueva colonia no tiene todos los componentes de su certeza, no se formaliza su aviso en un informe: y solo se reduce a esta nota.." George Anson se estaba planteando ir a Malvinas en 1749, por lo que los británicos notifican a España, y ante la protesta del embajador Ricardo Wall y la misión no se lleva a cabo.

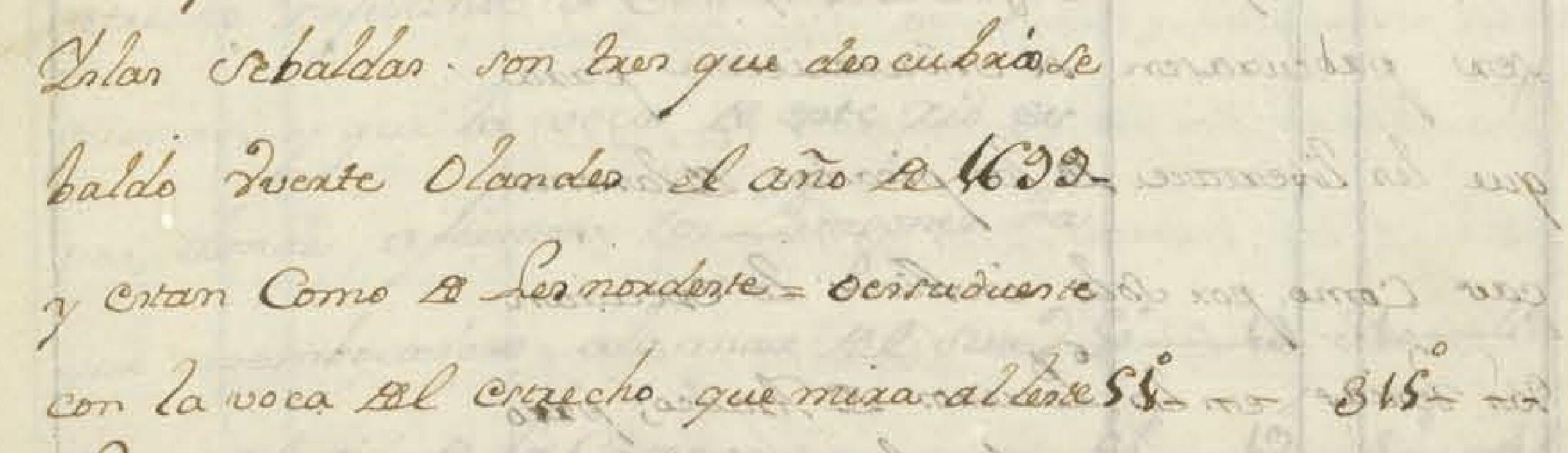
Las islas Sebaldas fueron incluidas en el libro Historia geográfica e hidrográfica, con derrotero general correlativo al plan del Reino de Chile por el virrey del Perú Manuel de Amat y Junyent.

El 26 de abril de 1761, el Virrey del Perú y exgobernador de Chile, Manuel de Amat y Juinent, envió al Consejo de Indias y la Corte un informe llamado Historia geográfica e hidrográfica del Reino de Chile en donde se incluía el Chile Moderno (Patagonia) con una descripción explícita de la costa atlántica como parte de su jurisdicción, así como también un plano de diez pliegos con todo el extremo sur del continente, inclusive el Estrecho de Magallanes, Tierra del Fuego y las islas Malvinas, las cuales además aparecen mencionadas con su antiguo nombre de "islas Sebaldas" como parte del reino de Chile. El mapa incluido en el documento no fue aprobado por el Consejo de Indias, existiendo sólo un acuse de recibo con una nota de agradecimiento del 16 de noviembre de 1761, ya que el Rey, en vez de pasar el informe como antecedente al Consejo de Indias, lo reservó entre la colección de los manuscritos de la Biblioteca del Palacio Real en Madrid.
España y Francia habían llegado en 1765 a un acuerdo para el reconocimiento de las Islas como posesión española que incluía una indemnización por gastos realizados a Louis Antoine de Bougainville, el coronel francés que fundó la colonia pesquera y foquera de Port Saint Louis en la Isla Soledad.
El 2 de octubre de 1766 el rey Carlos III de España dictó una real cédula por la cual creó la gobernación de las Islas Malvinas como dependencia del gobernador y capitán general de Buenos Aires -en ese momento Francisco de Paula Bucarelli y Uruzúa- nombrando al capitán de navío Felipe Ruiz Puente como primer gobernador del territorio.
Dos días después, el 4 de octubre, cuando el rey manda a Ruiz Puente a las islas, declara: 

[...] he resuelto que paseis con las fragatas Liebre y Esmeralda d vro mando a las referidas Islas, que os seran entregadas por el Gov que en ellas se encuentra, en virtud de las ordenes de aquel soberano [Luis XV] que con vos se le remiten. Y hallandome enterado de vrs servicios juicio y acreditada conducta, he tenido a bien elegiros y nombraros para esta Comision y Subesequente mando de aquellas Islas en calidad de Governador de ellas; en cuia virtud os ordeno que haciendoos luego a la vela y con escala en Montevideo para probeeros halli de los viveres y demas efectos y otros auxilios de que en separadas órdenes se os [v] instruye y combenido con el governador y Capitan General de la Provincia de Buenos Aires a cuias ordenes deveis estar, (declarando como desde ahora declaro el Govierno de las Malvinas dependencia de aquella Capitania General) sobre la correspondencia y providencias ulteriores que combenga establecer os dirijais a las enunciadas Islas Malvinas, y inmediatamente que llegueis presenteis a su actual governador la orden que llevais de SM Christianissima para qe os entregue aquella posesion y berificado este acto procedais a los relativos dél. También os prevengo que a todos los Individuos que alli se encuentren de qualquiera clase, oficio o condicion que sean que quieran quedarse vajo mis real dominio los admitais en los mismos teniendo constancias destinos y sueldos con que se hallan por su actual constituzion y que dispongays que en las citadas fragatas se embarquen para ser transferidas a Europa las familias y demas individuos franceses que no se acomoden a quedar en las Malvinas. Por tanto mando a todos los oficiales Ministros, sargentos, cabos, soldados y demas dependientes de las expresadas Islas Malvinas que constan y existieren en ellas, os respeten y reconoscan por su Governador obedeciendo las ordenes que les diereis de mi servicio pr escritto y de palabra sin replica ni dilasion y que os guarden y hagan guardar todas las preeminencias y gracias que os tocan que asi a mi voluntad.
Carlos III de España

 Desde ese momento de 1766, las islas que España consideraba una posesión patagónica quedarían sometidas a la Gobernación de Buenos Aires. El 29 de septiembre del año siguiente, el Rey remitió al Gobernador de Chile, Antonio de Guill y Gonzaga, las noticias sobre las islas que se hicieran llegar a Ruiz Puente.
Ruiz Puente viajó a las Islas con las fragatas Liebre y Esmeralda, siendo además acompañado desde Montevideo por la fragata La Boudeuse, con Bougainville a bordo, con el objeto de hacer el traspaso formal.

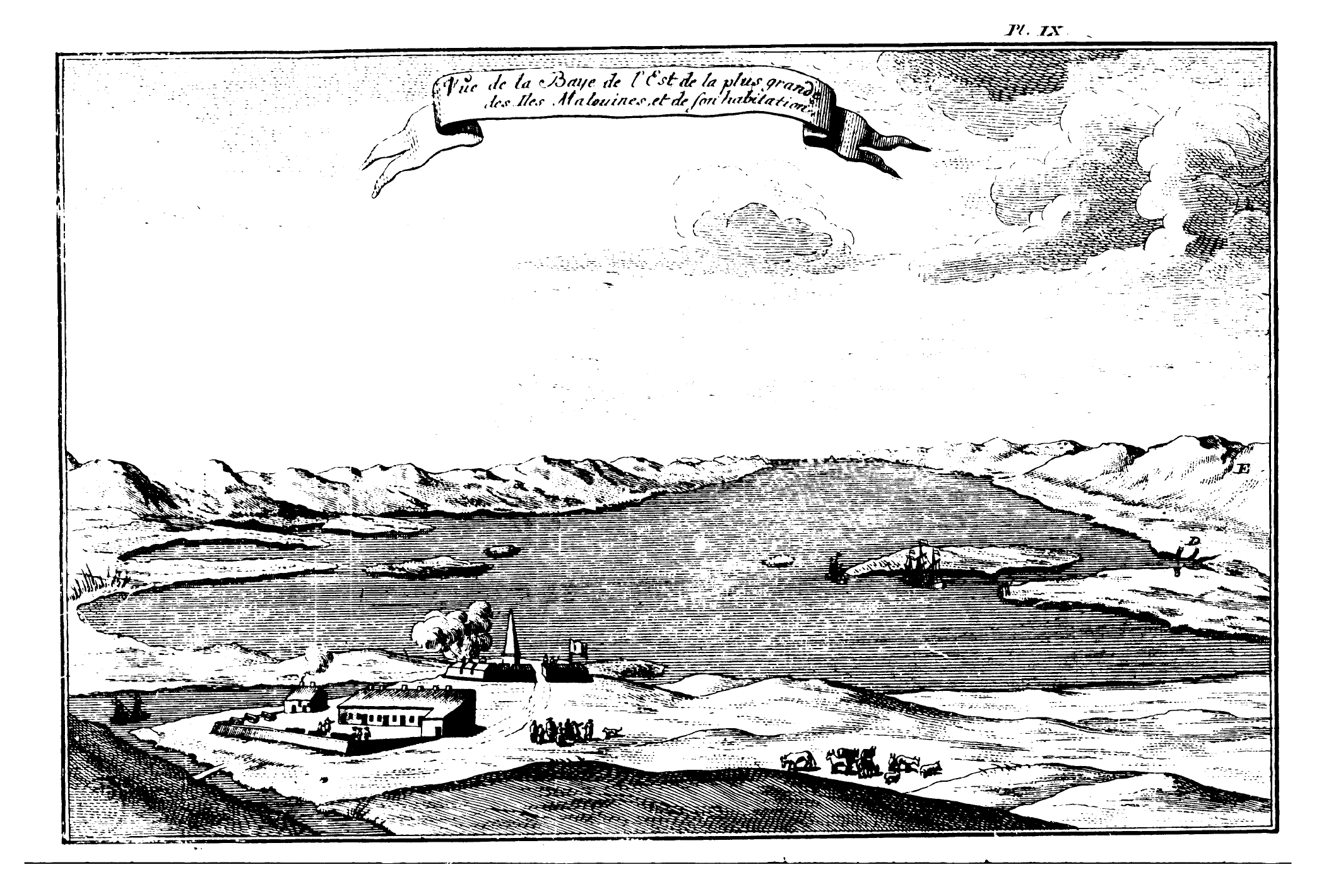
El original asentamiento de Puerto Soledad. Dom Pernety, 1769.

El 2 de abril de 1767, Ruiz Puente tomó posesión de la colonia francesa y un año después renombró a la población como Puerto de Nuestra Señora de la Soledad, al ser entronizada una imagen de la Virgen María con esa advocación.
El asunto de la presencia británica en la Sudamérica Austral se convierte en una problemática para la Monarquía Hispánica con otras monarquías, como también para el gobierno del virreinato peruano y de la gobernación de Buenos Aires y la capitanía general de Chile. No deja de llegar información y advertencias a Palacio por el año de 1767 y se envían notas al virrey del Perú, al Presidente de Chile, al Gobernador de Buenos Aires y al de Malvinas.

forzosa consecuencia de sus intereses y magsimas de su Govierno… (los ingleses no podían dejar de anhelar asentarse y) establecerse en algunos de muchos puestos que dominan este mar del sur (siguiendo los mismos procedimientos que implementaron para establecerse en el norte) …aposesionandose de las gargantas y forzosos pasos de las Islas de Varlovento, seno Mexicano y canal de Bahama, cuando nuestras flotas y Galeones viajavan y retornavan por aquel rumbo: como creo haver tenido el honor de significarlo a su magestad otras veces
Manuel de Amat y Junyent

 Para Amat, quien ya había asumido como virrey peruano, su objetivo no era "hacer otros Progresos que suenen a Conquista" internándose en la Patagonia o Paraguay, sino el encontrar un buen sitio para fundar un asentamiento ventajoso en tiempos de guerra y de paz. Además piensa que los británicos han tomado contacto con los indígenas patagones.
Todos los veranos se realizaba el aprovisionamiento de la colonia con barcos que partían desde el puerto de Montevideo.

## Incidentes
El 28 de noviembre de 1769, se produjo en el estrecho de San Carlos el encuentro de un barco español con uno inglés procedente de Port Egmont, la colonia inglesa de la isla Trinidad fundada por el capitán John Mc Bride en el lugar llamado por Bougainville Poil de la Croisade.
La colonia inglesa fue desalojada por los españoles el 14 de julio de 1770 y restituida al Reino Unido el 22 de enero de 1771, para luego ser abandonada en 1774 y destruida por España en 1780. Los británicos dejaron una placa de plomo escrita en inglés, que luego fue llevada a Buenos Aires y recuperada por William Beresford en 1806 y luego perdida. La placa decía: 

Sepan todas las naciones, que la Isla Falkland, con su puerto, los almacenes, desembarcaderos, puertos naturales, habías y caletas a ellas pertenecientes, son de exclusivo derecho y propiedad de su más sagrada majestad Jorge III, rey de Gran Bretaña. En testimonio de lo cual, es colocada esta placa y los colores de Su Majestad británica dejados flameando como signo de posesión por S. W. Clayton oficial comandante de las Islas Malvinas. A.D. 1774.

## Final
Ruíz Puente fue gobernador de las Malvinas hasta el 23 de enero de 1773, fecha en que fue relevado por el capitán de infantería Domingo Chauri del Regimiento Fijo de Buenos Aires, que permaneció en funciones hasta el 5 de enero de 1774, cuando asumió el capitán de fragata Francisco Gil de Lemos y Taboada, quien fue el último gobernador de las Islas, ya que durante su gestión la gobernación fue reducida al rango de Comandancia el 5 de enero de 1774.